# Music For Life 2017

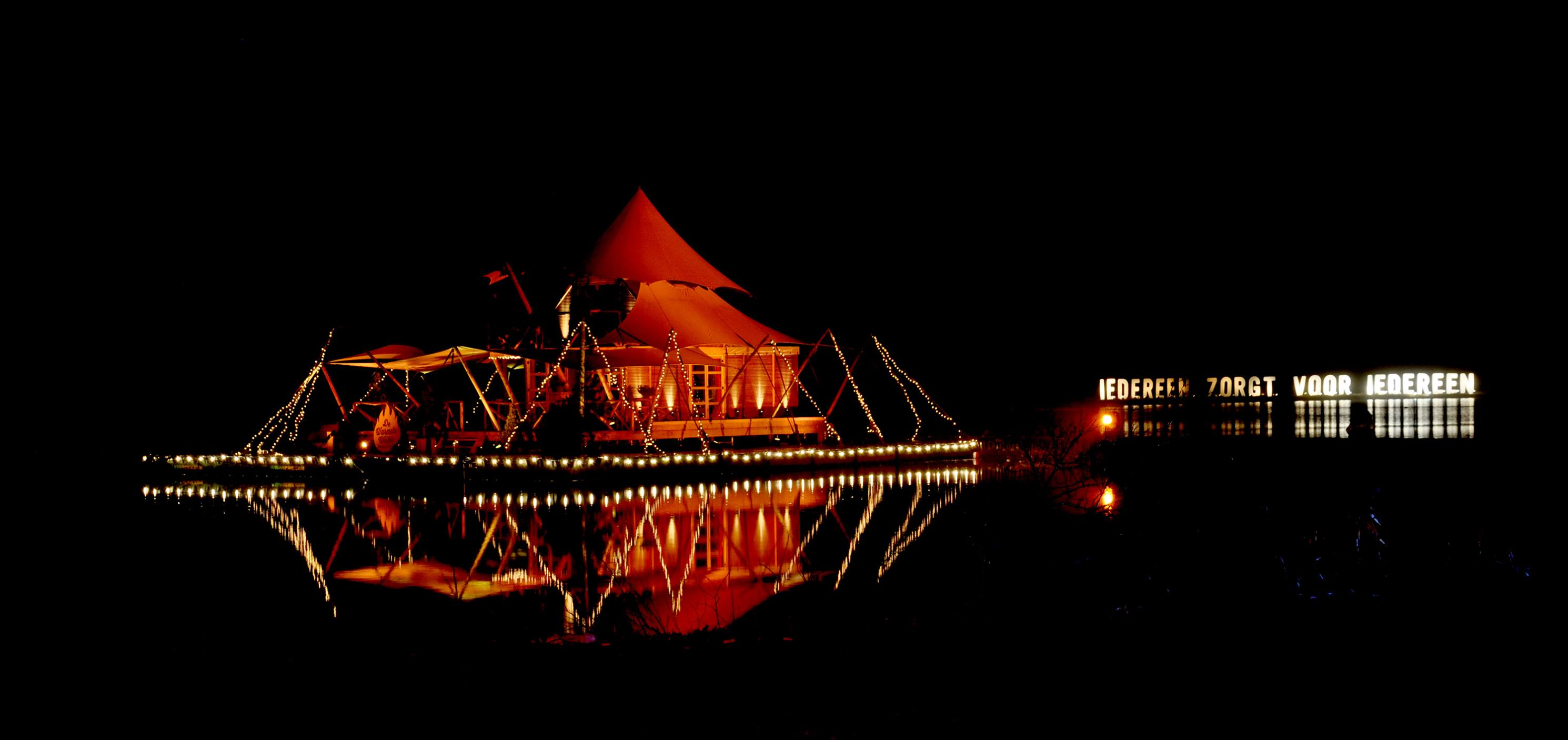
Music For Life 2017 Wachtebeke

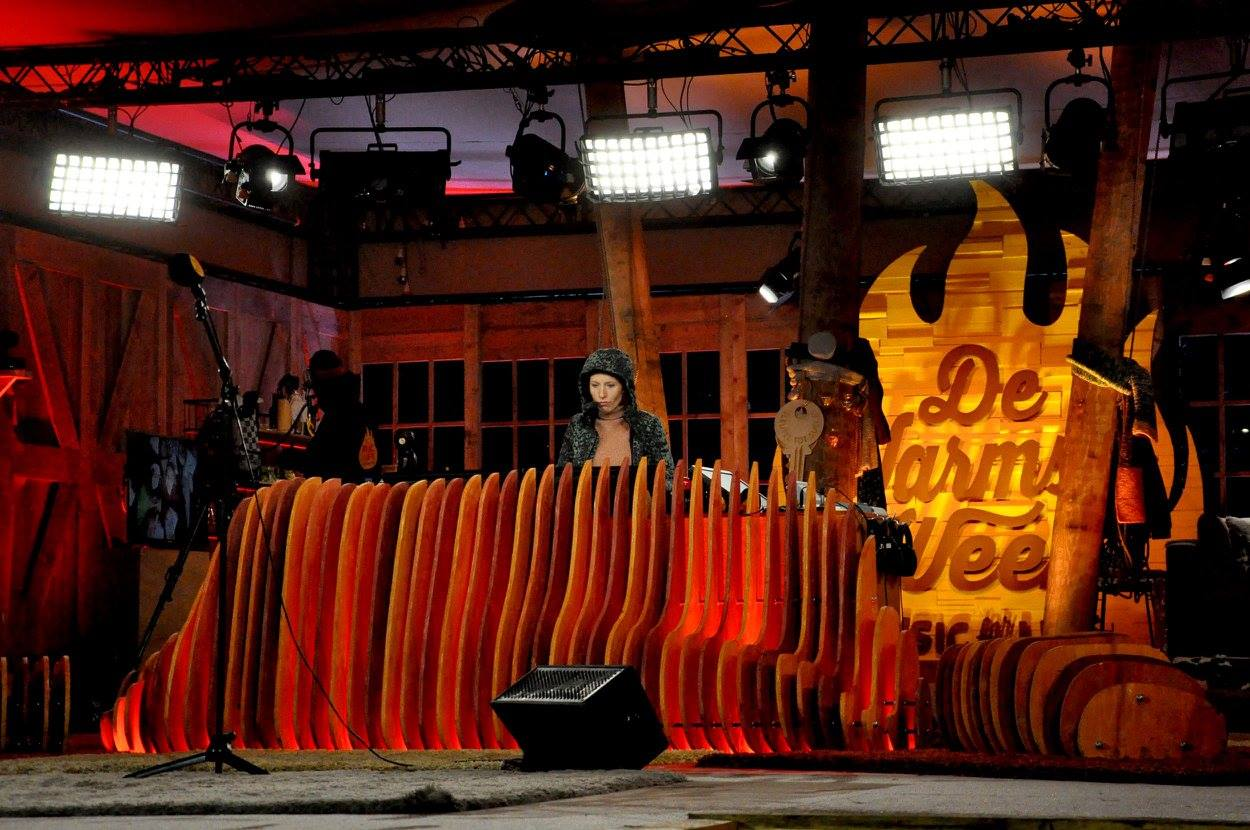
Music For Life 2017 Wachtebeke

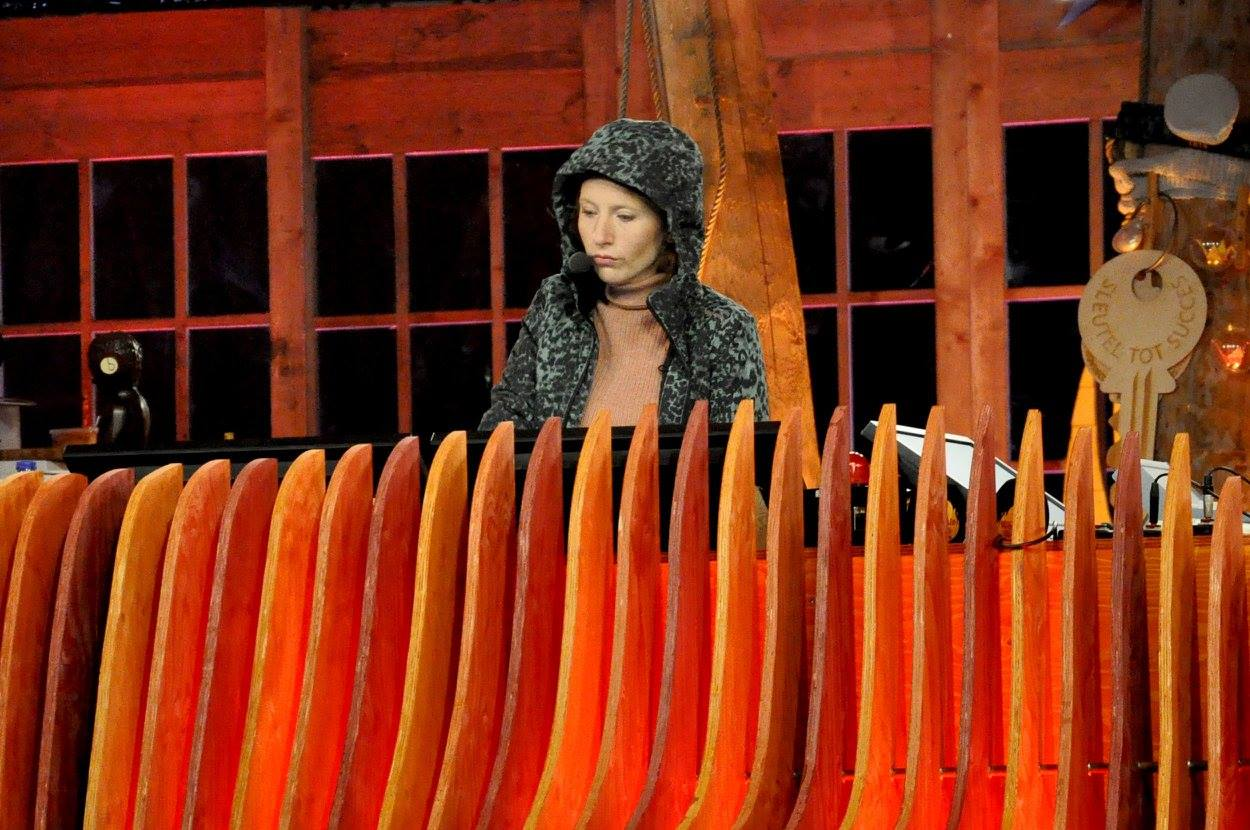
Music For Life 2017 Wachtebeke (Linde Merckpoel)

Music For Life 2017 was de twaalfde editie van Music For Life, een solidariteitsactie die jaarlijks in de week voor Kerstmis wordt georganiseerd door de Vlaamse VRT-radiozender Studio Brussel in België. Het totaal aan activiteiten dat in dit verband plaatsvindt wordt De Warmste Week genoemd. De opbrengst ging niet naar een enkel doel of organisatie, maar was voor een heel breed aanbod aan organisaties. Er werden na controle van de Koning Boudewijnstichting een duizendtal verschillende vzw's als goed doel geregistreerd. Het motto, of de baseline, van deze editie was "Iedereen zorgt voor iedereen".
De editie van 2017 vond plaats in het provinciaal domein Puyenbroeck in Wachtebeke van 18 tot 24 december. Voor het eerst sinds de start van Music For Life in 2006 waren de presentatoren dezelfde als die van de vorige editie, namelijk Linde Merckpoel, Eva De Roo en Bram Willems. Meer dan 75.000 mensen brachten een bezoek aan het terrein.
Deze editie leverde een recordbedrag van 10.846.566 euro op. In totaal werden er 10.576 acties voor 1.642 goede doelen georganiseerd.

## The Flame
Elke avond traden er artiesten op in The Flame voor hun zelfgekozen goede doel: Royal Blood (Kom op tegen Kanker), Arsenal (Payoke), Boef en Lil' Kleine (vzw Kinderkankerfonds), Oscar and the Wolf (Antikankerfonds), Franz Ferdinand (vzw Solentra) en Coely (Allemaal Andere Kinderen). De verkoop van de tickets bracht voor elk goed doel 20.000 euro op.

## Acties

### Warmathons
Voor het derde jaar op rij werden in de vijf provinciehoofdsteden (Gent, Brugge, Hasselt, Antwerpen en Leuven) en Brussel Warmathons georganiseerd om geld op te halen voor alle geregistreerde goede doelen. In totaal brachten de vijf Warmathons samen 492.670 euro op. Hiermee werd het recordbedrag van de vorige editie (415.710 euro) verbroken.
De individuele Warmathons leverden de volgende bedragen op:
- Gent: 100.000 euro
- Hasselt: 53.130 euro
- Brussel: 53.000 euro
- Brugge: 70.000 euro
- Antwerpen: 91.500 euro
- Leuven: 80.000 euro

### Ketnet Koekenbak
Ketnet organiseerde de Koekenbak waarbij zo veel mogelijk klassen uit heel Vlaanderen werden opgeroepen om koekjes te bakken en te verkopen. Volgens wrappers Sien Wynants en Leonard Muylle namen 51.665 leerlingen uit 2.604 klassen uit 480 scholen deel aan de actie, in totaal goed voor meer dan 830.000 koekjes. De totale opbrengst was 308.101,68 euro. Net als bij de Warmathons werd het bedrag van het vorige jaar, 269.604 euro, verbroken.

## De Warmste Radio
Op de laatste dag van de Warmste Week werd ook dit jaar weer de Warmste Radio georganiseerd, waarbij de uitzending ook op MNM, Radio 1 en Radio 2 te horen was. Hiervoor werden Linde, Eva en Bram bijgestaan door een presentator van elk van deze radiozenders: Jan Hautekiet van Radio 1, Tom De Cock van MNM en Anja Daems van Radio 2.